# Na południe (serial telewizyjny)
Na południe (ang. Due South) – kanadyjski serial telewizyjny, którego twórcą jest Paul Haggis, a większość odcinków wyreżyserował George Bloomfield. Serial emitowany był w Polsacie i TV4.
W 1994 powstał pełnometrażowy pilot o tym samym tytule w reż. Freda Gerbera oraz pierwsza i druga seria odcinków (sukcesywnie do 1996). W latach 1997–1999 powstały serie trzecia i czwarta.
Głównymi bohaterami są kanadyjski konstabl Benton Fraser i chicagowski policjant-detektyw Ray Vecchio. Towarzyszy im półwilk Diefenbaker (premierem Kanady był John Diefenbaker). Niekiedy w fabułę ingeruje duch sierżanta Roberta Frasera, ojca głównego bohatera, w niektórych odcinkach pojawia się również duch ojca Vecchia.
Wśród bohaterów drugoplanowych wyróżnia się rywalizująca z Vecchiem para detektywów - Louis Gardino i Jack Huey, policjantka Elaine, oraz siostra Raya, Francesca Vecchio.
W trzeciej serii serialu Ray Vecchio grany przez Davida Marciano pojawia się tylko w pierwszym odcinku. Aktor musiał zrezygnować z roli z powodu wcześniejszych zobowiązań. Jego miejsce zajmuje Callum Keith Rennie, który gra policjanta nazwiskiem Stanley Raymond Kowalski, podszywającego się pod prawdziwego Raya Vecchio, który w tym czasie penetruje świat włoskiej mafii. Przyjęcie przez Kowalskiego tożsamości Vecchia wywołuje wiele nieporozumień.

## Obsada
- Paul Gross - jako konstabl Benton Fraser
- David Marciano - jako Ray Vecchio
- Callum Keith Rennie - jako Stanley Raymond Kowalski vel. Ray Vecchio
- Beau Starr - jako Harding Welsh, szef Vecchia, Hueya i Gardina
- Tony Craig - jako Jack Huey
- Daniel Kash - jako Louis Gardino
- Catherine Bruhier - jako Elaine Besbriss
- Ramona Milano - jako Francesca Vecchio
- Gordon Pinsent - jako duch ojca Bentona Frasera
- Leslie Nielsen - jako sierżant Buck Frobisher

W mniejszych rolach i epizodach wystąpili m.in.: Melina Kanakaredes, Jane Krakowski, Carrie-Anne Moss, Maria Bello, Mark Ruffalo, Teri Polo, William Smith, a także były koszykarz NBA Isiah Thomas.